# 维特里欧洛日
维特里欧洛日（法語：Vitry-aux-Loges，法語發音：[vitʁi o lɔʒ]）是法国卢瓦雷省的一个市镇，位于该省中部，属于奥尔良区。

## 地理
维特里欧洛日（47°56'24"N, 2°15'58"E）面积44.06 平方千米，位于法国中央-卢瓦尔河谷大区卢瓦雷省，该省份为法国中北部省份，北起埃松省，西北接厄尔-卢瓦省，西南接卢瓦-谢尔省，南至涅夫勒省和谢尔省，东临约讷省，东北接塞纳-马恩省。
与维特里欧洛日接壤的市镇（或旧市镇、城区）包括：塞什布里耶尔、卢瓦尔河畔新堡、孔布勒、费欧洛日、安格拉讷、圣但尼德洛泰勒、圣马丹达巴、叙利拉沙佩勒、叙里欧布瓦。
维特里欧洛日的时区为UTC+01:00、UTC+02:00（夏令时）。

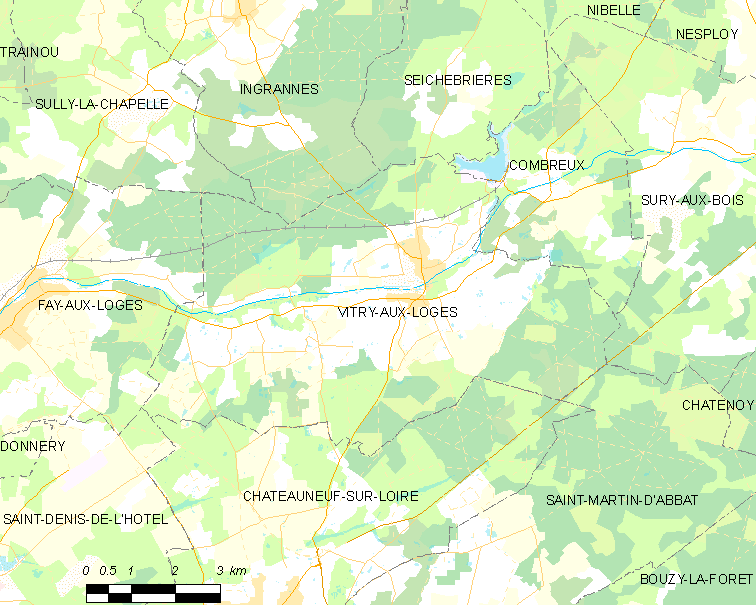
维特里欧洛日的OSM定位图

## 行政
维特里欧洛日的邮政编码为45530，INSEE市镇编码为45346。

## 政治
维特里欧洛日所属的省级选区为卢瓦尔河畔新堡县。

## 交通
卢瓦雷省省道D9线、D10线和D137线在境内交汇。奥尔良-蒙塔日铁路经过境内并设有车站，但现仅开通货运服务。

## 人口

1962-2008年间维特里欧洛日人口变化图示

维特里欧洛日于2022年1月1日时的人口数量为2212人。